# 尾田信忠
尾田 信忠（おだ のぶただ、1869年〈明治2年〉 - 1957年〈昭和32年〉4月28日）は、日本の教育者。錦鶏間祗候。

## 経歴
新潟県に上田義信の長男として生まれ、尾田信通の養子となった。1895年（明治28年）、東京帝国大学文科大学哲学科を卒業。陸軍教授となり、東京陸軍地方幼年学校教頭、教育総監部出仕を経て、陸軍士官学校教頭を務めた。
1935年（昭和10年）4月8日に退官し、翌年に錦鶏間祗候となった。
1957年（昭和32年）4月、脳溢血で死去した。

## 栄典
- 1940年（昭和15年）8月15日 - 紀元二千六百年祝典記念章[3]